# Descomposició de la llum blanca

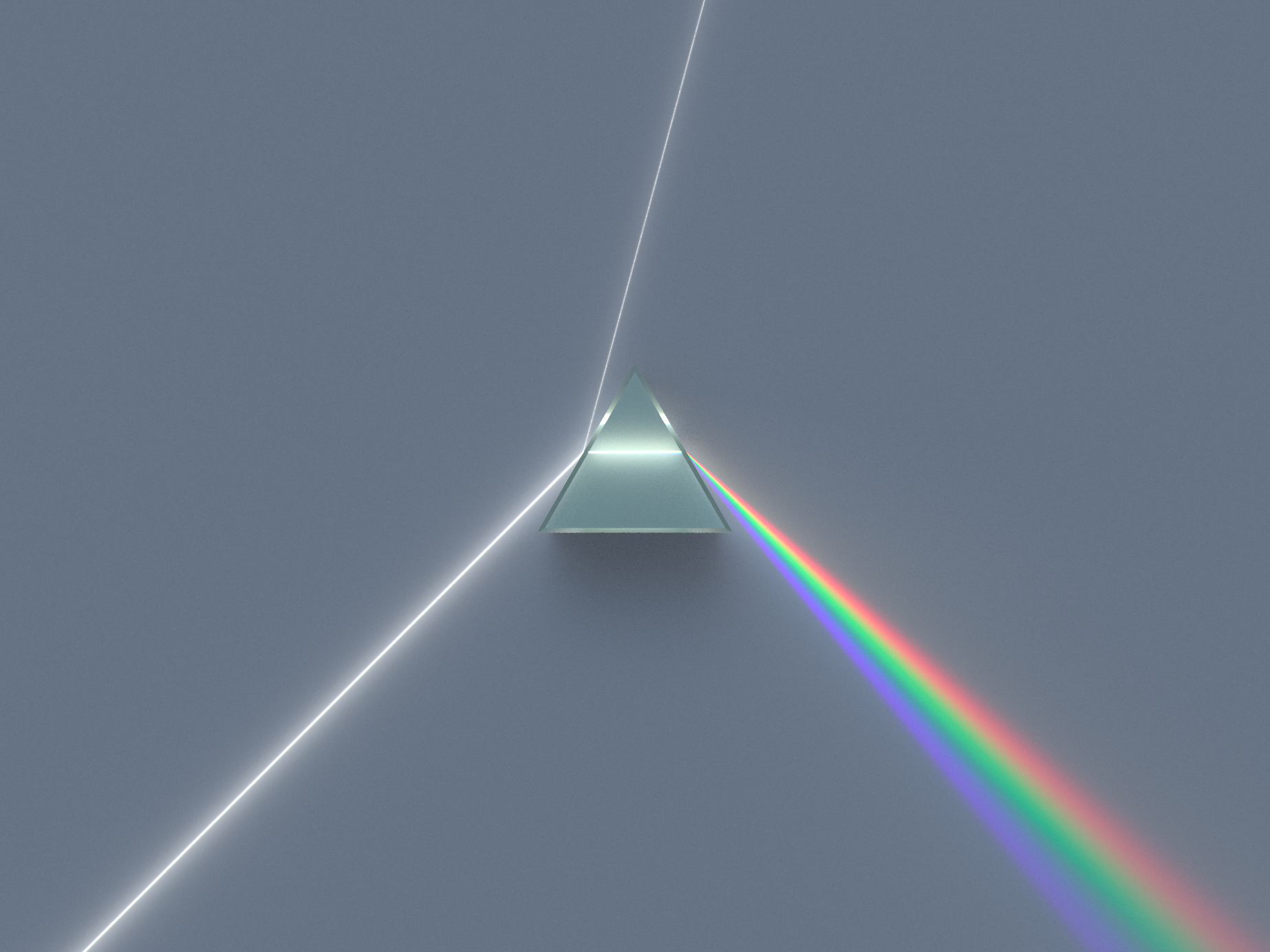
Descomposició i reflexió de la llum en travessar un prisma (Per Spigget)

Descomposició de la llum en travessar un prisma.

La descomposició de la llum blanca  en els diferents colors que la componen, data del segle xviii, a causa del físic, astrònom i matemàtic Isaac Newton.
Fins que es va acceptar el treball de Newton, la majoria de científics creien que el blanc era el color fonamental de la llum, i que els altres colors es formaven només mitjançant l'addició d'alguna cosa a la llum blanca. Newton va demostrar que això no era cert en fer passar la llum blanca a través d'un prisma, i després els raigs resultants a través d'un altre prisma. Com que un cop mesclats els diferents colors pel segon prisma, el feix va tornar a ser blanc, Newton va arribar a la conclusió que el primer prisma merament separava els colors presents en la llum (i el segon els combinava). La llum blanca era doncs l'efecte de la combinació dels colors visibles de la llum en la proporció adequada (la mateixa que hi ha a la llum solar).
La llum blanca es descompon en aquests colors principals:
- Roig (el color que pateix la menor desviació)
- Ataronjat.
- Groc.
- Verd.
- Blau.
- Anyil.
- Violat (el color que pateix la major desviació)

Això demostra que la llum blanca està constituïda per la superposició de tots aquests colors. Cada un dels quals pateix una desviació diferent, ja que l'índex de refracció de, per exemple, el vidre és diferent per a cada un dels colors.
Si la llum d'un color específic, provinent de l'espectre de la llum blanca, travessés un prisma, aquesta no es descompondria en altres colors, ja que cada color que compon l'espectre és un color pur o monocromàtic.